# مسخنت
مسخنت در اسطوره مصر باستان، خدای زایمان پنداشته می‌شده است. این خدا همچنین آفرینندهٔ کا هر کودک بود. او یک قسمت از روح خود را بر درون کودکان می‌دمید تا زندگی بر آنان جاری شود. این خدا جزء خدایان قدیم مصر باستان است.

## نگارخانه

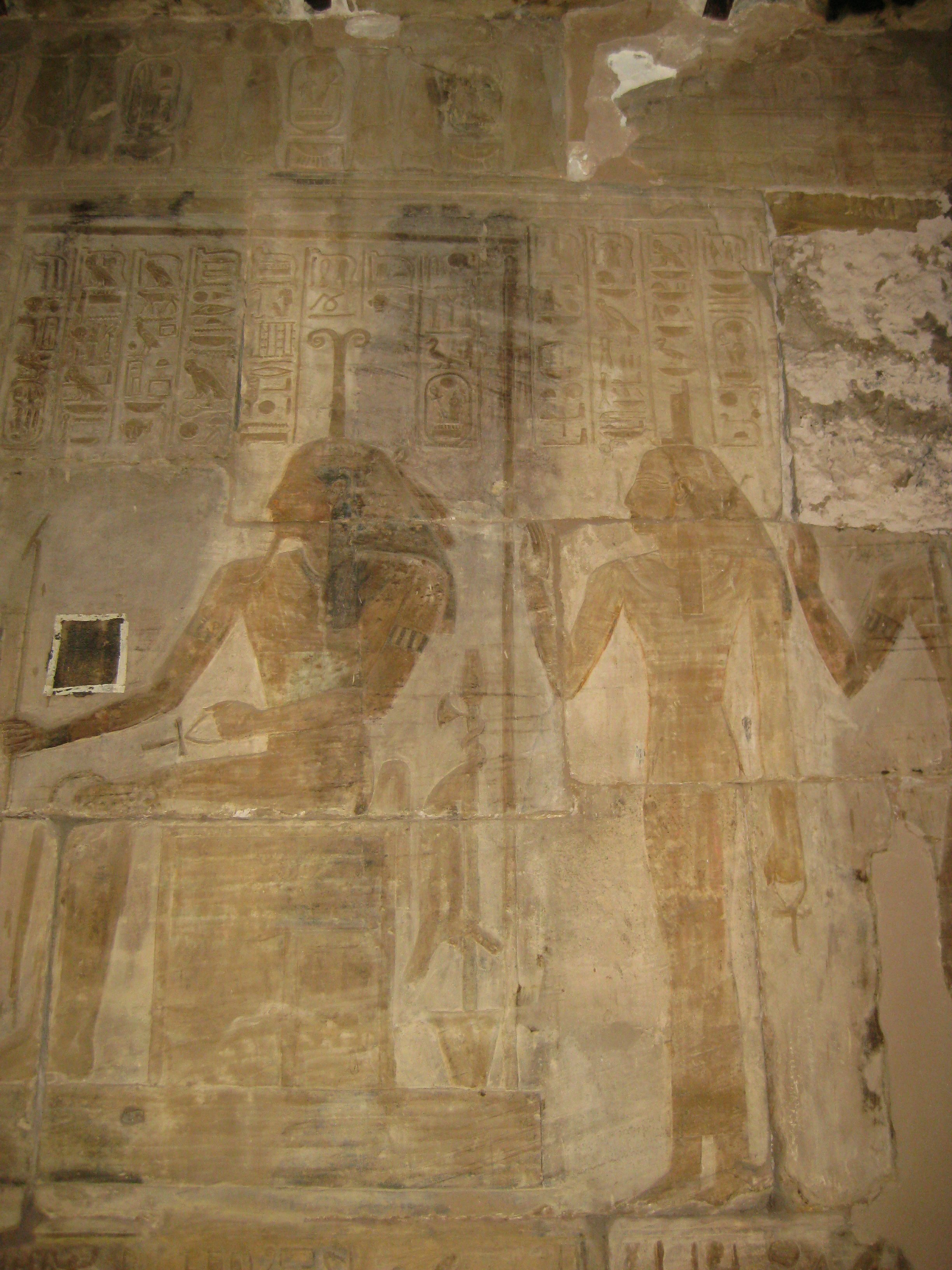
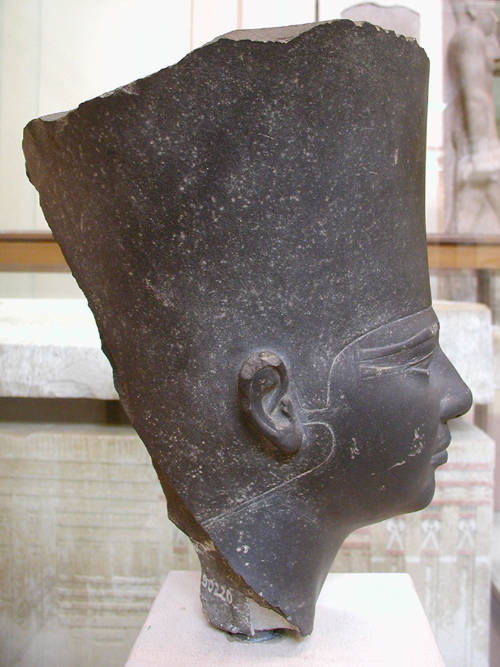
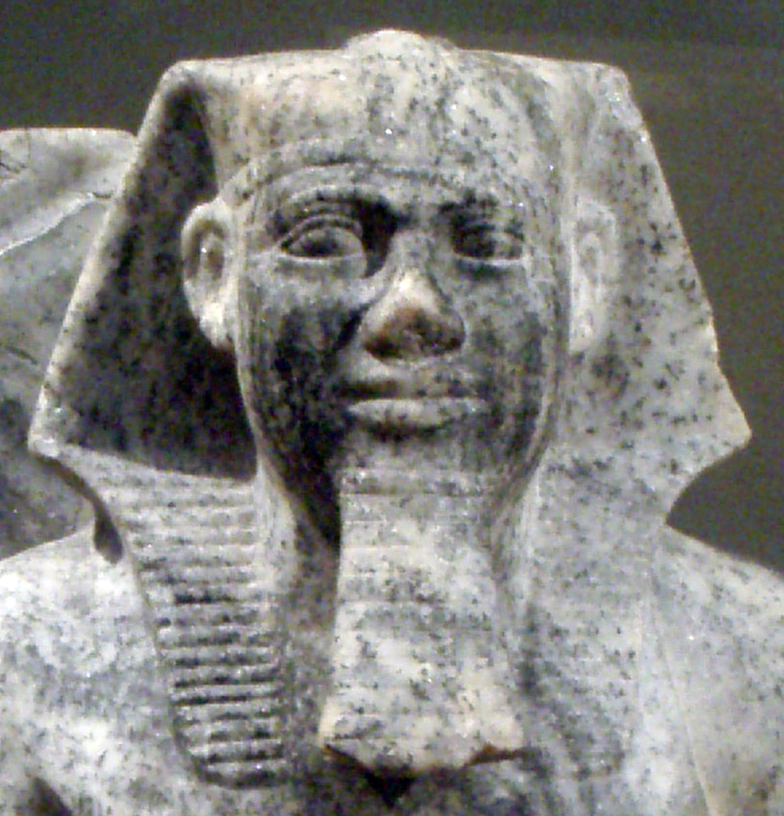